# 桃園會展中心
桃園會展中心，原名桃園航空城世界貿易中心，位在臺灣桃園市的高速鐵路桃園車站特定區，臨近桃園捷運機場線桃園體育園區站及樂天桃園棒球場，為一座多功能的會展中心，由桃園市政府投資興建，於2024年10月啟用。其國際會議設施部分為全國最大。

## 建築
桃園會展中心基地約28673平方公尺，總樓地板面積約76209平方公尺，由潘冀聯合建築師事務所設計，建築分會議中心棟及展覽館棟，會議中心棟為地上7層、地下1層的建築，內部設有規劃9間會議室及1間多功能集會空間，最大可容納2000人；展覽館棟設有最高可容納600個攤位及最多6000人的空間，以及商場設施。另設有行人天橋連結周遭的桃園捷運機場線桃園體育園區站及樂天桃園棒球場等設施

## 主要活動

### 大型活動
- 世界客家博覽會（2023年8月11日至10月15日）

### 大型會議
- 2024年國際青年商會世界大會（2024年10月29日至11月2日）
- 2024年中國國民黨全國代表大會（2024年11月24日）
- 2025年台灣民眾黨黨員代表大會（2025年8月10日）

### 演唱會
- 事後菸樂團（英语：Cigarettes After Sex）（2025年3月22日）
- Jisoo（2025年3月23日）
- 東海（2025年4月26日）
- ANISAMA WORLD 2025 in Taoyuan（2025年5月24日）